# Tuckahoe (New Jersey)
Tuckahoe est une zone non-incorporée de Upper Township (New Jersey), du Cape May, dans le New Jersey, aux États-Unis.